# XXXVII symfonia (KV 444)
XXXVII Symfonia G-dur (KV 444/425a) – symfonia skomponowana przez Wolfganga Amadeusa Mozarta. Jest introdukcją (wstępem) do XXV Symfonii Michaela Haydna.

## Instrumentacja
- flet
- 2 oboje
- 2 klarnety
- 2 fagoty
- 2 rogi
- kwintet smyczkowy
- kotły
- trąbki